# Croton macrobuxus
Espèce
Croton macrobuxus est une espèce de plantes à fleurs du genre Croton et de la famille Euphorbiaceae présente à Madagascar.
Il a pour synonyme :
- Croton sambiranensis, Leandri, 1939